# スボティツァ
スボティツァ (セルビア語: Суботица/Subotica [sǔbɔtit͡sa] ( 音声ファイル)はセルビア北部ヴォイヴォディナ自治州の都市およびそれを中心とした基礎自治体である。ハンガリーとの国境からは10kmの場所に位置し、以前はヴォイヴォディナでは一番大きな都市であったが現在ではノヴィ・サドに次いで2番目に大きな都市である。セルビア国内ではコソボを除くと、ベオグラード、ノヴィ・サド、ニシュ、クラグイェヴァツに次いで5番目に大きな都市である。スボティツァは多民族都市で、マジャル人（34.99%）、セルビア人（27.85%）、ブニェヴァツ人(10.87%)、クロアチア人(10.43%)は中でも大きな民族集団である。スボティツァには97,910人が居住し、南スラヴ語群を話すセルビア人やクロアチア人、ブニェヴァツ人、ユーゴスラビア人は一括して人口の55.94%と多数派となっている。スボティツァ基礎自治体内の人口は141,554人で北バチュカ郡の行政的な中心地である。

## 呼称
スボティツァの名称は歴史上で約200の形が存在したがこれは中世以来、異なった多くの人々を街が受け入れたことによる。彼らはそれぞれ自分たちの言語で名称を書き表したため、現代まで定まった綴りが存在しなかった。
初期に書かれた都市名では ZabadkaかZabatkaが知られ 、それらは1391年からである。これは現代のハンガリー語での都市名である Szabadkaの異形である。ハンガリー語での名称は自由を意味するszabadの形容詞と接尾辞の -kaで愛情のある指小辞である。スボティツァの初期の名称の意味は従って、「小さい」か「親愛なる」、「自由な土地」の何かであった。他には中世の名称である Zabatka が南スラヴ語群の単語でパンノニアのスラヴ人の家の部分を表す語である"zabat"と言う説もある。スボティツアSubotica の名称はセルビア語やブニェヴァツ語で土曜日を意味する"Subota"からで最初に表れたのは1653年であった。セルビア語やブニェヴァツ語のsubota (субота)は土曜日を意味し、従ってスボティツァの意味は「小さい土曜日」の意味になる。その他の説にはスボタ・ヴルリッチ（Subota Vrlić）に因んだものと言うものもあり、この人物は権力者でハンガリー王国のセルビア人傭兵の司令官であったヨヴァン・ネナドの出納を担った人物で16世紀にスボティツアを支配していた。16世紀に使われていた街の古いセルビア名は Sabatkaでオスマン支配期の名称もSobotkaであった。
1740年代、オーストリア大公妃・ハンガリー女王マリア・テレジアのために改名され1743年にゼント・マリアSent-Mariaになったが1779年にマリア・テレジアポリスMaria-Theresiapolisと再び改名されている。2つの公式名称は異なった言語やいくつかの異なった綴りが使われていたがドイツ語で広く一般的に使われていたものは Maria-Theresiopel かTheresiopelであった。ヴォイヴォディナの他の3つの公式言語では同じ公式名称でスロバキア語ではSubotica、パンノニア・ルシン語ではСуботица、ルーマニア語ではSubotica か Subotiţaが使われる。

## 地理
ハンガリー国境に近い街で、国境まではおよそ10キロ程度。近隣の都市としては、約95キロ南にノヴィ・サド、40キロ北東にハンガリーのセゲドが位置している。ハンガリー系住民が多い。国境に妨げるものがないハンガリーとの交易に従事する住民が多いが、ハンガリーのシェンゲン協定実施によりビザ発給が厳しくなり状況が変化する可能性がある。

## 歴史

### 先史時代
スボティツァでは新石器時代のティッサポルガル文化のネクロポリスが発見されている。

### 中世
スボティツァがはおそらく1241-1242年のタタールの侵入により近くの村が破壊され放棄され最初に集落となり記録されている。 Zabadka/Zabatkaとして最初に記録されたのは1391年のことで、当時は中世ハンガリー王国の小さな町であった。後に町はフニャディ家のものとなり、中央ヨーロッパでは最も影響力のある貴族の一つであった。

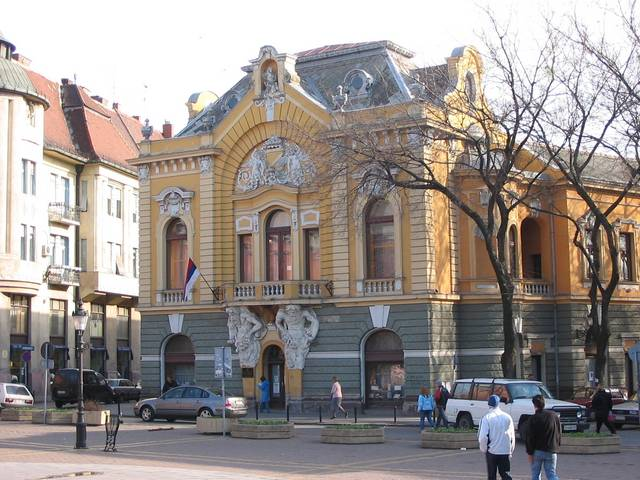
スボティツァの図書館

ハンガリー王マーチャーシュ1世は親類のヤーノシュ・ポングラツ・デンゲレギ（ János Pongrác Dengelegi）に町を与えた。オスマン帝国の侵入を恐れ、1470年にスボティツァには要塞が築かれている。数十年後の1526年にモハーチの戦いが起こり、中世のハンガリー王国は倒されスボティツァは徐々にオスマン帝国の町へ成っていった。大多数のハンガリー人の人々は北側の王領ハンガリーへ逃れている。町を治めていた地元の貴族であるバリント・トゥルックも町から逃れている。
スボティツァはバナトで受け入れられたセルビア人の傭兵の支配下に入った。これらの傭兵はトランシルヴァニアの将軍で後のハンガリー王であるサポヤイ・ヤーノシュに仕えていた。傭兵の司令官であったヨヴァン・ネナドは自称皇帝であることや短命であったが独立した国を宣言し、スボティツァはその首都であった。この国はバチュカの全てとバナトの北側、シルミアの小さな一部分で構成されていた。パリント・トゥルックは300の兵を率いてスボティツァに戻り、セルビア人のヨヴァン・ネナドから町を獲得し、ヨヴァンはセゲドから移っている。数ヶ月後の1527年の夏に、自称皇帝は暗殺され国は崩壊した。

### オスマン帝国の統治
スボティツァはオスマン帝国により1542年から1686年にかけて統治された。その期間は150年に及んだが Zabadka / Zabatkaの古い町は十分には残っていなかった。多くの人々は町から逃れたため、オスマンはバルカンからの他所の入植者の居住を奨励していた。居住者のほとんどはセルビア正教のセルビア人たちであった。彼らはスボティツァ周辺のとても肥沃な土地を耕している。1570年のスボティツァには49戸あり、1590年には63戸であった。1687年に今日ではブニェヴァツ人と呼ばれるダルマチアからのカトリック教徒がこの地域に居住している。オスマン統治の時代はソボトカ "Sobotka" と呼ばれセゲディン・サンジャクのカザの中心で初期には1596年までブディン州、1596-1686年までエゲル州であった。

### ハプスブルク統治

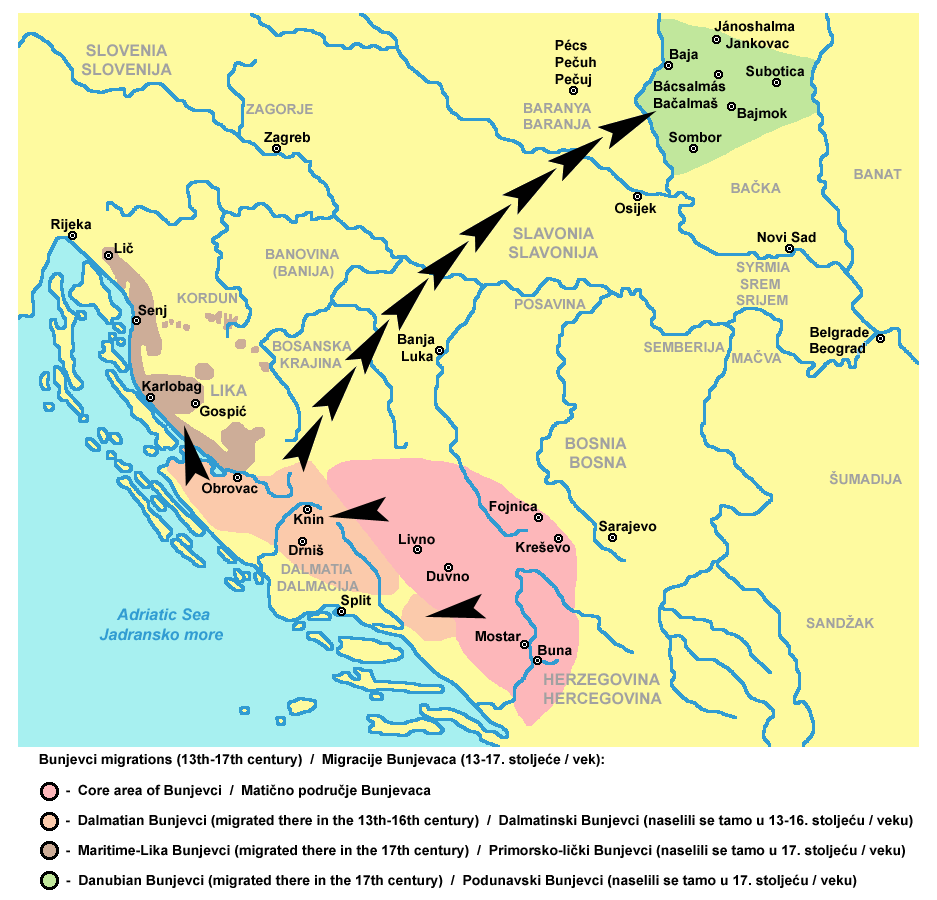
バチュカへのブニェヴァツ人の移住

1687年に約5,000人のブニェヴァツ人がドゥヨ・マルコヴィッチ（Dujo Marković）とジュロ・ヴィダコヴィッチ（Đuro Vidaković）に率いられスボティツァを含むバチュカに定住した。その後、決定的となったオスマンに対するオイゲン・フォン・ザヴォイエンが率いたセンタの戦いの後、1697年9月11日にスボティツァはハプスブルク君主国が成立させたティサ-ポモリシエの軍政国境地帯の一部となった。その間にラーコーツィ・フェレンツ2世がクルツク戦争で知られる反乱を起こしている。スボティツァ地域ではラーコーツィが「ラツ愛国民兵」に対する戦いに加わった。ラツは南スラヴの人々で構成されそのほとんどはセルビア人やブニェヴァツ人の名称でハンガリー王国ではラーツォクrácok（セルビア人）と呼ばれていた。後にラーツォクはすべての正教のセルビア人を意味するようになった。セルビア人の軍の一族はハプスブルク君主国の様々な特権を享受していた。スボティツァは次第に単なる駐屯の町から市場町になり、1743年に独自の都市権を持った。これにより多くのセルビア人は特権の損失に関して不平を訴えた。多数派は反発し町を離れ、18世紀に郊外に新たな居住地であるアレクサンドロヴォを創建し他はロシアへ移住した。ノヴァ・セルビアが新しいロシアの州として設立され、セルビアからの移住者は新しい居住地を創建しその場所をスボティツァと名付けた。1775年にはユダヤ人のコミュニティがスボティツァで確立している。おそらく、新しい都市の落ち着きを強調するために宗教的なマリアの名称が当時使われるようになった。数十年後の1779年に女王・大公妃マリア・テレジアは町の地位をさらに引き上げ、王立自由都市として宣言した。町の熱狂的な住民はスボティツァの名称を彩度、マリア・テレジアポリスMaria-Theresiopolisに改名している。王立自由都市の地位は都市の発展に大きな勢いを与えた。19世紀に人口は2倍になり、多くに人々をハプスブルク君主国中から惹き付けている。これにより最終的にかなりの人口動態の変化につながり、ブニェヴァツ人は多数派であったが多くのハンガリー人やユダヤ人がスボティツァに定住するようになった。この過程は1848年革命が起こる1848-1849年まで止まらなかった。

### 1848年革命
1848年革命の期間、スボティツァを含むセルビアによるヴォイヴォディナ自治の国境が宣言されたがセルビアの軍はこの地域の支配を確立することは出来なかった。1849年3月5日に地元の名称であるカポニャ（Kaponja）でセルビアとハンガリーの軍の間で戦いがあった。この戦いは1849年の夏まで続き、ハンガリーの軍は打ち負かされた。「我々の故国の国家」を意味するHonunk állapota呼ばれる町にとり最初の新聞が革命の後に地元のハンガリー人のカーロイ・ビッテルモン（Károly Bitterman）の印刷会社が発行した。ハンガリー人と対立した大部分のセルビア人やクロアチア人と異なり、地元のブニェヴァツの人々はハンガリー人の革命を支持した。ハンガリーの軍が敗れた後、スボティツァとバリュカ地域の大部分はハンガリーからは分離しセルビア・ヴォイヴォディナおよびタミシュ・バナトと呼ばれるオーストリアの属領になった。新しい属領の中心はスボティツァではなくティミショアラに置かれ1860年まで存続した。ヴォイヴォデシップが存在した1853年にスボティツァには見事な劇場が作られた。

### オーストリア＝ハンガリー統治

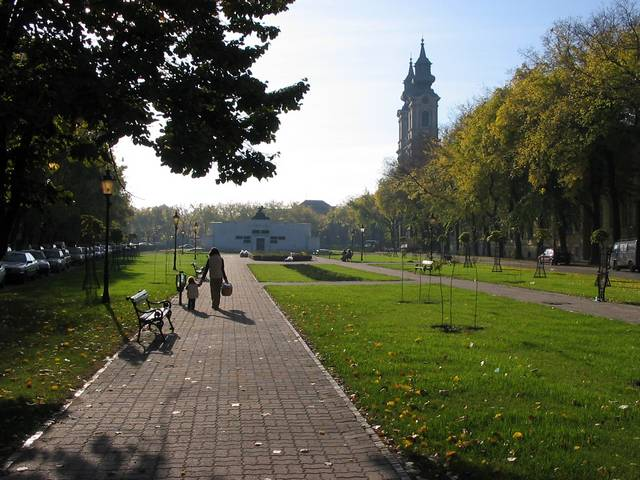
スボティツァのファシズムの犠牲者を記念した広場とモニュメント

1867年にアウスグライヒが制定され、しばしばスボティツァの都市発展の「黄金期」と呼ばれる時期が後に続いた。多くの学校が1867年以降に開校し、1869年には鉄道が開業し町と他の世界とを結んだ。1896年には発電所が建設されさらに町や地域の開発が強化された。スボティツァでは当時中央ヨーロッパで特筆された世紀末fin de siècleの建築物が街を飾っていた。1902年にはアール・ヌーヴォーのユダヤのシナゴーグが建てられた。

### ユーゴスラビア時代
スボティツァはオーストリア＝ハンガリー帝国の一部であったが第一次世界大戦の影響により1918年までにユーゴスラビア王国の一部となった。この変化によりスボティツァの経済や政治状況は当時、ユーゴスラビアの国境の町であったが再び第一次世界大戦以前の繁栄を謳歌した。当時、スボティツァはベオグラードやザグレブに次いでユーゴスラビアでは3番目に人口が多い都市であった。1941年、ユーゴスラビアは枢軸国により侵攻され分割され、スボティツァを含む北側の部分はハンガリーにより併合された。ユーゴスラビアのこの分割は国際社会からは認められておらず、法的な観点ではユーゴスラビアの領土でありユーゴスラビアの亡命政府が代表していた。ハンガリーの軍隊がスボティツァに入ったのは1941年4月11日であった。戦争以前にはスボティツァには6,000人のユダヤ人が暮らしていたが、多くのユダヤ人はホロコーストの間に街から追放されその大部分がアウシュビッツに送られた。1944年4月にはゲットーが作られ、多くの共産主義者は枢軸国の支配の時期に処刑された。1944年に枢軸国の軍隊は街を去り、スボティツァは新しく成立したユーゴスラビア社会主義連邦共和国の一部となった。1944年-45年の間に8,000人の市民（主にハンガリー人）はユーゴスラビアのパルチザンにより殺害されている。
戦後、スボティツァは徐々に近代化されていった。1990年代のユーゴスラビア紛争やコソボ紛争ではかなり多くのセルビア人難民がクロアチアやボスニア・ヘルツェゴビナ、コソボの都市から逃れてきており、その逆に多くの民族的なハンガリー人やクロアチア人たちはミロシェビッチ期の政治的な圧力や経済不況により去っている。ユーゴスラビア崩壊の時期にはスボティツァの地元の指導者はベオグラードの政策に反対する政党から得られている。

## 統計

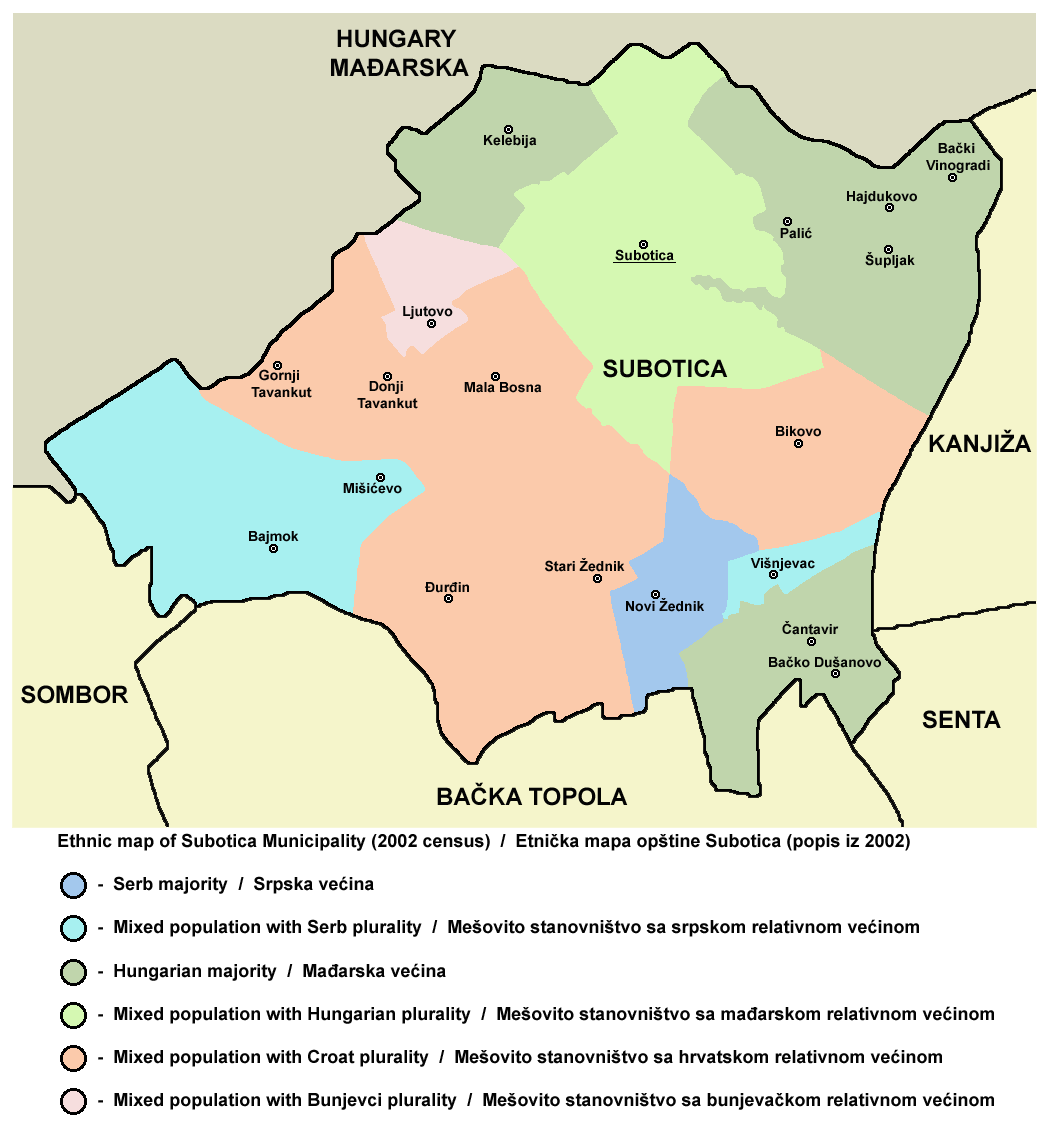
スボティツァ自治体の民族分布

### スボティツァ市街の民族構成
スボティツァは多民族都市で市街は以下のような民族構成になっている。 (2002年の国勢調査による)
- ハンガリー人 = 34,983 (34.99%)
- セルビア人 = 27,838 (27.85%)
- ブニェヴァツ人 = 10,870 (10.87%)
- クロアチア人 = 10,424 (10.43%)
- ユーゴスラビア人 = 6,787 (6.79%)
- ロマ = 1,171 (1.17%)
- その他

街はハンガリー人、ブニェヴァツ人、クロアチア人のヴォイヴォディナでの文化、政治の中心として機能している。ヴォイヴォディナではユーゴスラビア人と宣言している人の割合がスボティツァが最大である。

### スボティツァ基礎自治体の統計

#### 基礎自治体の民族構成
- 2002年のスボティツァ基礎自治体の民族構成は以下の通り。
- ハンガリー人 = 57,092 (38.47%)
- セルビア人 = 37,686 (25.39%)
- クロアチア人 = 16,688 (11.24%)
- ブニェヴァツ人 = 16,254 (10.95%)
- ユーゴスラビア人 = 8,562 (5.76%)
- その他

#### 言語の割合
自治体内で使われている言語の割合は以下の通り。
- セルビア語 = 69,155 (46.60%)
- ハンガリー語 = 57,608 (38.82%)
- クロアチア語 = 8,806 (5.93%)

ブニェヴァツ語もまたスボティツァでは話されているが、2002年当時の国勢調査ではまだセルビアの統計当局にリストでは分類されておらず、その他の言語に分類されている。ブニェヴァツ人のコミュニティの人々の中には国勢調査の言語ではセルビア語かクロアチア語を宣言している。

#### 宗教

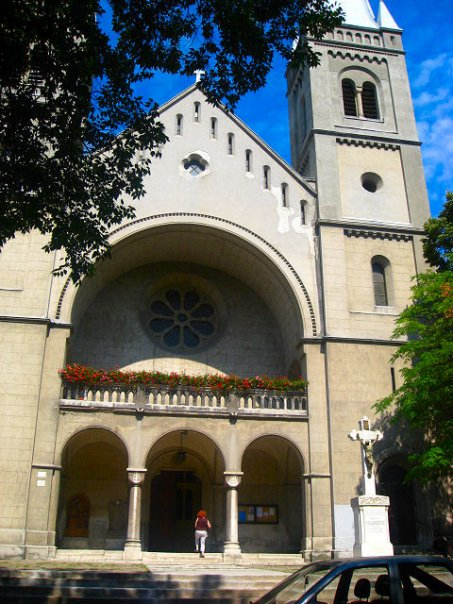
スボティツァのフランシスコ会の教会

スボティツァ自治体の宗教人口の割合（2002年の統計による）
- カトリック教会 = 93,521 (63.02%)
- セルビア正教会 = 38,523 (25.96%)
- プロテスタント = 2,794 (1.88%)
- その他

スボティツァはカトリック教会のスボティツァ大司教区の中心でバチュカのセルビアの領域部分を管轄している。セルビア国内では一番カトリック教徒が集中する地域で、市の人口の60%以上をカトリックが占めている。市内のカトリック教会の典礼に使われる言語のほとんどがハンガリー語かクロアチア語である。8つのカトリックの教区教会があり、フランシスコ会の精神的な中心となる修道士や修道女のコミュニティ、女性のドミニク会コミュティ、2つの聖アウグスチノ修道会シスターの教会などがある。スボティツァ司教区にはセルビアでは唯一のカトリック中等学校がある。
他のキリスト教コミュニティではセルビア正教会がもっとも多くなっている。2つの正教の教会が市街にはある。同じようにプロテスタントの教会も2つあり、ルーテル教会やカルヴァン主義の教会もそれぞれある。スボティツァの正教会はセルビア正教会のバチュカ主教区に属する。スボティツァのユダヤ人コミュニティはセルビアではベオグラード、ノヴィ・サドに次いで3番目に大きい。美しく驚くような調和のハンガリー風でアールヌーボーのシナゴーグはかつて6,000人を数えたユダヤ人コミュティの遺産である。約1,000人の本来のユダヤ人がホロコーストで生き残った。今日、200人未満のユダヤ由来の人がスボティツァには残っている。

## 経済
スボティツァ周辺部は主に農地が広がっているが、スボティツァの都市自体はセルビアにおいて主要な産業や交通の中心である。周辺部の農地によりスボティツァはセルビアでは名の知れた食品加工企業が立地し、製菓工場の"Pionir"、シリアルメーカー"Fidelinka"、乳業の"Suboticka mlekara" 、アルコール飲料の"Simex"などがある。セルビアの過渡期を生き残ったいくつかの共産主義時代の古い産業も残っている。大きいものには化学肥料工場の"Azotara"や鉄道車両工場の "Bratstvo"がある。街にとって現在の最大の輸出産業はシーメンス・スボティツァ "Siemens Subotica" の風車工場でこれは最大のブラウンフィールドに対する投資である。他にスボティツァに立地する企業にはFornetti、 ATB Sever、Masterplastがある。最近、スボティツァにやって来た企業にはDunkermotoren、Norma Groupなどのドイツ系の機械関連メーカーがある。
海外の企業がスボティツァに興味を示す理由は地元の経済開発事務所によれば、事業発展に申し分のない立地、効率的でビジネスに友好的な当局、自由地域とロジスティクスセンター、良く訓練された勤勉な労働力の容易な確保、大きな旅行者の認識などが上げられている。スボティツァは2010年の投資家のためのセルビアの5つの最高の都市の一つであるNALED賞が授与された。
スボティツァにとって観光も重要で、パリチやパリチ湖は街の近くにあり観光地となっておりここ数年はパリチ映画祭が開催されている。スボティツァではまた年間17の行事が開催されている。

## スポーツ
FKスパルタク・スボティツァ（ФК Спартак）が、スボティツァを本拠地とするサッカークラブ。かつてジェフ市原（現在のジェフ千葉）に在籍していたネナド・マスロバルが在籍していた。

## 国際協力
スボティツァは欧州評議会と欧州連合の異文化間都市プログラムの先導都市である。

### 姉妹都市
スボティツァは以下の都市と姉妹都市の関係にある。
| - セゲド, ハンガリー - ドナイスカ・ストレダ, スロバキア - オロモウツ, チェコ - オドルヘユ・セクイエスク, ルーマニア |

### 共同都市
スボティツァは以下の都市と共同都市の関係にある。
| - ボヨ, ハンガリー - ブダペスト, ハンガリー - イゾラ, スロベニア - ケチケメート, ハンガリー - キシュクンハラシュ, ハンガリー | - プリズレン, コソボ - ミュンヘン, ドイツ - ナミュール, ベルギー - オシエク, クロアチア - ティルブルフ, オランダ | - トゥルク, フィンランド - ウルム, ドイツ - ウルヴァーハンプトン, イギリス - ザグレブ, クロアチア - ジィルツ, ハンガリー |

## 人物
出身者
- チャート・ゲーザ - 小説家・劇作家
- サーニャ・マラグルスキ - バレーボール選手
- マルコ・ドミトロヴィッチ - サッカー選手
- ダニロ・キシュ -詩人・小説家
- コストラーニ・デジェー - 詩人・小説家・ジャーナリスト
- シルヴェスター・リーヴァイ - 作曲家
- ジュラ・メシュテル - バレーボール選手

ゆかりの人物
- ライコー・フェーリクス - ヴァイオリニスト
- チェスネキー・ジュラ - ハンガリー王国の名門貴族チェスネキー家の当主、ピンドス公国・マケドニア公国の名目的な君主
- ベラ・ルゴシ - 俳優
- ルージャ・マグドルナ - 歌手
- チボル・セケリ - 探検家、エスペランティスト、著作家、弁護士

## ギャラリー

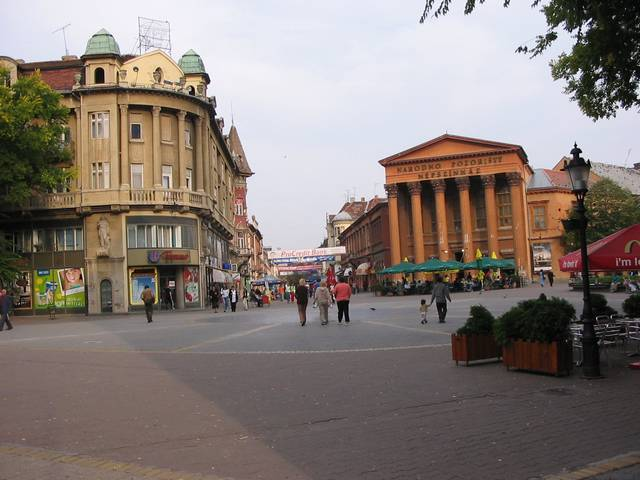
市街風景
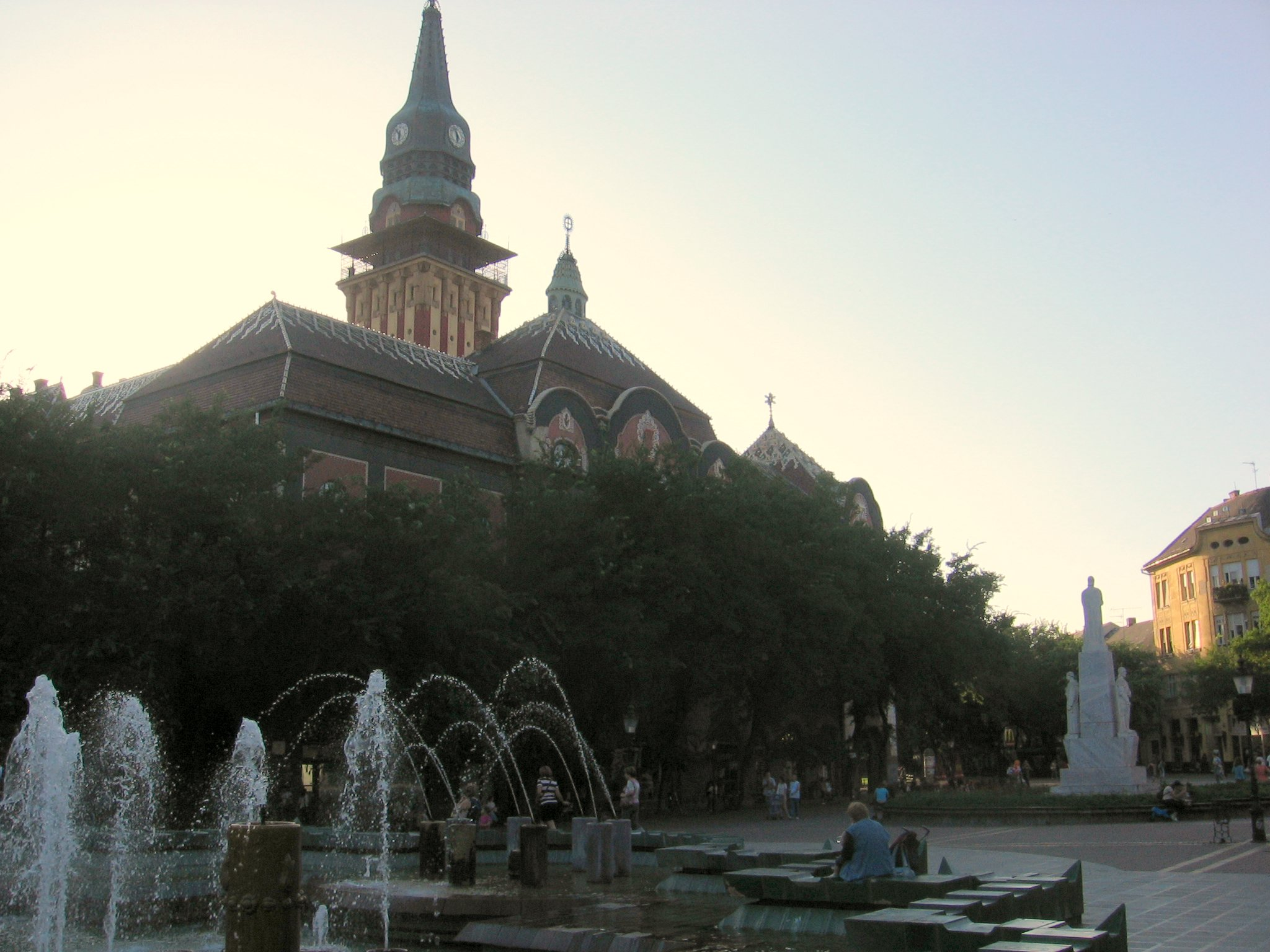
市庁舎
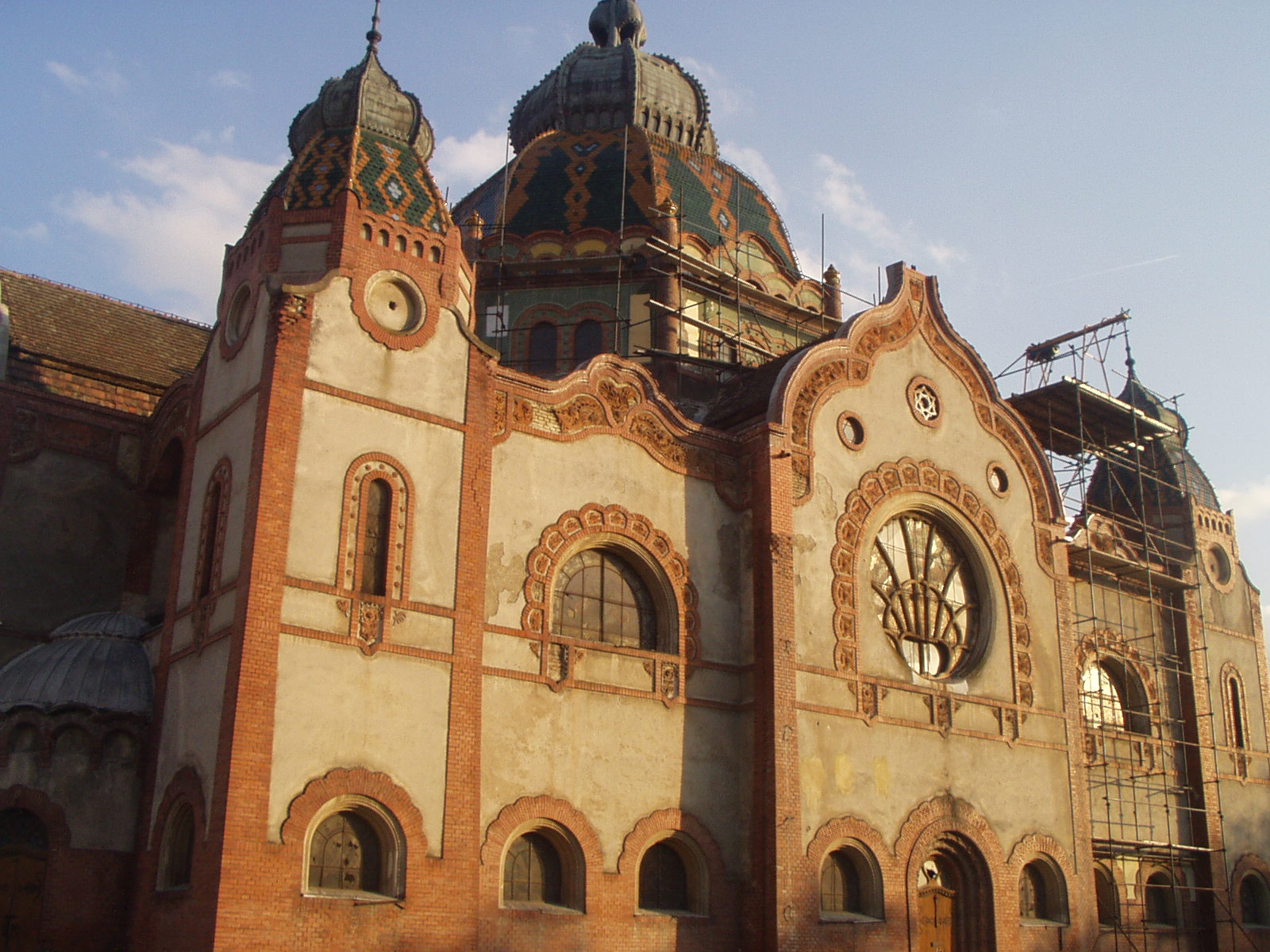
スボティツァシナゴーグ